# Ludwig von Rittberg
Ludwig Georg August Graf von Rittberg (* 20. November 1797 in Warbelow; † 11. Oktober 1881 in Glogau) war ein Jurist und Reichstagsabgeordneter.

## Herkunft
Seine Eltern waren der schwedische Hauptmann Johann Wilhelm Ferdinand Graf von Rittberg (1765–1840) und dessen Ehefrau Sophie Juliane Dorothea, geborene von Güldener (1774–1852).

## Leben
Rittberg studierte von 1816 bis 1818 in Leipzig, Rostock und Berlin. Von 1818 bis 1822 war er beim Kammergericht, von 1822 bis 1833 Assessor und Ratsdirektor beim Oberlandesgericht in Stettin. 1825 promovierte er zum Dr. jur. Von 1833 bis 1836 war Rittberg außerordentliches Mitglied des Obertribunals, von 1836 bis 1839 Vizepräsident des Oberlandesgerichts in Glogau. Von 1839 bis 1845 war er zweiter Präsident des Oberlandesgerichts in Breslau, danach Chef-Präsident des Oberlandesgerichts in Glogau. 1853 wurde er zum Wirklichen Geheimen Rat ernannt.
Seit 1849 war Rittberg Mitglied der ersten preußischen Kammer, von 1850 bis 1854 deren Präsident und dann deren lebenslanges Mitglied. 1854 wurde er Mitglied des Herrenhauses und Kronsyndikus. Von 1849 bis 1850 war er außerdem Mitglied des Staatenhauses des Erfurter Parlaments und des Bundes-Schiedsgerichts. 1871 bis 1874 war er Mitglied des Deutschen Reichstags für die Konservative Fraktion für den Wahlkreis Regierungsbezirk Liegnitz 3 (Glogau).

## Familie
Rittberg heiratete Auguste Gräfin von Eickstedt-Peterswaldt (1803–1881). Das Paar hatte mehrere Kinder, darunter:
- Auguste (* 1824) ⚭ Ferdinand von Rohr (1783–1851), preußischer General der Infanterie und Kriegsminister
- Max (* 1825)
- Aurel Hugo (1827–1902)

⚭ Wilhelmine Freiin von Block gen. von Bibran und Modlau (1821–1864)
⚭ Freda Marie Gräfin zu Dohna-Schlodien (1845–1894), Tochter von Hermann zu Dohna-Kotzenau